# Coupe Kagame inter-club 2018
Navigation
Édition 2015 Édition 2019
La Coupe Kagame inter-club 2018 est la quarante-et-unième édition de la Coupe Kagame inter-club, une compétition organisée par la CECAFA (Conseil des Associations de Football d'Afrique de l'Est et Centrale) et qui regroupe les clubs d'Afrique de l'Est s'étant illustré dans leur championnat national. 
Cette édition regroupe douze formations réparties en trois poules. Les deux premiers de chaque groupe ainsi que les deux meilleurs troisièmes se qualifient pour la phase finale, jouée en match à élimination directe.
C'est le club tanzanien d'Azam FC, tenant du titre, qui remporte à nouveau le trophée, après avoir battu en finale une autre formation tanzanienne, Simba FC. C'est le second titre de l'histoire du club dans la compétition.
A noter l'absence de représentant du Soudan et d'Éthiopie pour cette édition. 

## Équipes participantes
- Azam Football Club - Vice-champion de Tanzanie 2017-2018 et tenant du titre
- Simba FC - Champion de Tanzanie 2017-2018
- Singida United - 5e du championnat de Tanzanie 2017-2018
- APR FC - Champion du Rwanda 2017-2018
- Rayon Sports FC - Champion du Rwanda 2016-2017
- Kator Football Club - Vice-champion du Soudan du Sud 2017
- JKU Football Club - Champion de Zanzibar 2017
- Vipers Sports Club - Champion d'Ouganda 2017-2018
- Gor Mahia - Champion du Kenya 2017
- Association Sportive du Port - 3e du championnat de Djibouti 2017-2018
- LLB Académic - Champion du Burundi 2016-2017
- Dekedaha Football Club - Champion de Somalie 2016-2017

## Compétition

### Premier tour
Groupe A :
| Rang | Équipe              | Pts | J | G | N | P | Bp | Bc | Diff |  | Résultats (▼ dom., ► ext.) |  |     |     |     |
| ---- | ------------------- | --- | - | - | - | - | -- | -- | ---- |  | -------------------------- |  | --- | --- | --- |
| 1    | Azam Football Club  | 7   | 3 | 2 | 1 | 0 | 5  | 3  | +2   |  | Azam Football Club         |  | 1-1 | 2-1 | 2-1 |
| 2    | Vipers Sports Club  | 5   | 3 | 1 | 2 | 0 | 5  | 2  | +3   |  | Vipers Sports Club         |  |     | 1-1 | 3-0 |
| 3    | JKU FC              | 4   | 3 | 1 | 1 | 1 | 4  | 3  | +1   |  | JKU FC                     |  |     |     | 2-0 |
| 4    | Kator Football Club | 0   | 3 | 0 | 0 | 3 | 1  | 7  | -6   |  | Kator Football Club        |  |     |     |     |

Groupe B :
| Rang | Équipe                       | Pts | J | G | N | P | Bp | Bc | Diff |  | Résultats (▼ dom., ► ext.)   |  |     |     |     |
| ---- | ---------------------------- | --- | - | - | - | - | -- | -- | ---- |  | ---------------------------- |  | --- | --- | --- |
| 1    | Gor Mahia                    | 5   | 3 | 1 | 2 | 0 | 4  | 2  | +2   |  | Gor Mahia                    |  | 2-2 | 2-0 | 2-2 |
| 2    | Rayon Sports FC              | 5   | 3 | 1 | 2 | 0 | 5  | 3  | +2   |  | Rayon Sports FC              |  |     | 1-1 | 3-1 |
| 3    | Association Sportive du Port | 4   | 3 | 1 | 1 | 1 | 2  | 3  | -1   |  | Association Sportive du Port |  |     |     | 2-1 |
| 4    | LLB Académic                 | 1   | 3 | 0 | 1 | 2 | 2  | 5  | -3   |  | LLB Académic                 |  |     |     |     |

Groupe C :
| Rang | Équipe                 | Pts | J | G | N | P | Bp | Bc | Diff |  | Résultats (▼ dom., ► ext.) |  |     |     |     |
| ---- | ---------------------- | --- | - | - | - | - | -- | -- | ---- |  | -------------------------- |  | --- | --- | --- |
| 1    | Simba FC               | 7   | 3 | 2 | 1 | 0 | 7  | 2  | +5   |  | Simba FC                   |  | 1-1 | 2-1 | 4-0 |
| 2    | Singida United         | 7   | 3 | 2 | 1 | 0 | 4  | 2  | +2   |  | Singida United             |  |     | 2-1 | 1-0 |
| 3    | APR FC                 | 3   | 3 | 1 | 0 | 2 | 6  | 5  | +1   |  | APR FC                     |  |     |     | 4-1 |
| 4    | Dekedaha Football Club | 0   | 3 | 0 | 0 | 3 | 1  | 9  | -8   |  | Dekedaha Football Club     |  |     |     |     |

### Phase finale
|  | Quarts de finale             | Quarts de finale             | Quarts de finale   | Quarts de finale   |                     |                     | Demi-finales | Demi-finales | Demi-finales                  | Demi-finales                  |                               |                               | Finale | Finale | Finale | Finale |
|  |                              |                              |                    |                    |                     |                     |              |              |                               |                               |                               |                               |        |        |        |        |
|  |                              |                              |                    |                    |                     |                     |              |              |                               |                               |                               |                               |        |        |        |        |
|  |                              |                              |                    |                    |                     |                     |              |              |                               |                               |                               |                               |        |        |        |        |
|  | Simba Football Club          | Simba Football Club          | 1                  | 1                  |                     |                     |              |              |                               |                               |                               |                               |        |        |        |        |
|  | Simba Football Club          | Simba Football Club          | 1                  | 1                  |                     |                     |              |              |                               |                               |                               |                               |        |        |        |        |
|  | Association Sportive du Port | Association Sportive du Port | 0                  | 0                  |                     |                     |              |              |                               |                               |                               |                               |        |        |        |        |
|  | Association Sportive du Port | Association Sportive du Port | 0                  | 0                  | Simba Football Club | Simba Football Club | 1            | 1            |                               |                               |                               |                               |        |        |        |        |
|  |                              |                              |                    |                    | Simba Football Club | Simba Football Club | 1            | 1            |                               |                               |                               |                               |        |        |        |        |
|  |                              |                              | JKU Football Club  | JKU Football Club  | 0                   | 0                   |              |              |                               |                               |                               |                               |        |        |        |        |
|  | Singida United               | Singida United               | JKU Football Club  | JKU Football Club  | 0                   | 0                   | 0 (3)        | 0 (3)        |                               |                               |                               |                               |        |        |        |        |
|  | Singida United               | Singida United               |                    |                    |                     |                     |              | 0 (3)        |                               |                               |                               |                               |        |        |        |        |
|  | JKU Football Club tab        | JKU Football Club tab        | 0 (4)              | 0 (4)              |                     |                     |              |              |                               |                               |                               |                               |        |        |        |        |
|  | JKU Football Club tab        | JKU Football Club tab        | 0 (4)              | 0 (4)              | Simba Football Club | Simba Football Club | 1            | 1            |                               |                               |                               |                               |        |        |        |        |
|  |                              |                              |                    |                    | Simba Football Club | Simba Football Club | 1            | 1            |                               |                               |                               |                               |        |        |        |        |
|  |                              |                              | Azam Football Club | Azam Football Club | 2                   | 2                   |              |              |                               |                               |                               |                               |        |        |        |        |
|  | Gor Mahia                    | Gor Mahia                    | Azam Football Club | Azam Football Club | 2                   | 2                   | 2            | 2            |                               |                               |                               |                               |        |        |        |        |
|  | Gor Mahia                    | Gor Mahia                    |                    |                    |                     |                     |              |              |                               |                               |                               |                               |        |        |        |        |
|  | Vipers Sports Club           | Vipers Sports Club           | 1                  | 1                  |                     |                     |              |              |                               |                               |                               |                               |        |        |        |        |
|  | Vipers Sports Club           | Vipers Sports Club           | 1                  | 1                  | Gor Mahia           | Gor Mahia           | 0            | 0            | Match pour la troisième place | Match pour la troisième place | Match pour la troisième place | Match pour la troisième place |        |        |        |        |
|  |                              |                              |                    |                    | Gor Mahia           | Gor Mahia           | 0            | 0            | Match pour la troisième place | Match pour la troisième place | Match pour la troisième place | Match pour la troisième place |        |        |        |        |
|  |                              |                              | Azam FC ap         | Azam FC ap         | 2                   | 2                   |              |              |                               |                               |                               |                               |        |        |        |        |
|  | Azam FC                      | Azam FC                      | Azam FC ap         | Azam FC ap         | 2                   | 2                   | 4            | 4            |                               |                               |                               |                               |        |        |        |        |
|  | Azam FC                      | Azam FC                      |                    |                    |                     |                     |              | 4            |                               |                               | Gor Mahia                     | Gor Mahia                     | 2      | 2      |        |        |
|  | Rayon Sports FC              | Rayon Sports FC              | 2                  | 2                  |                     |                     |              |              |                               |                               | Gor Mahia                     | Gor Mahia                     | 2      | 2      |        |        |
|  | Rayon Sports FC              | Rayon Sports FC              | 2                  | 2                  | JKU Football Club   | JKU Football Club   | 0            | 0            |                               |                               |                               |                               |        |        |        |        |
|  |                              |                              |                    |                    |                     |                     |              |              |                               |                               |                               |                               |        |        |        |        |

### Finale
| 13 juillet 2018 | Azam Football Club                   | 2 - 1 | Simba Football Club | Benjamin Mkapa National Stadium, Dar es Salam |                                |
| 16:00           | Shabani Iddi 33e · Aggrey Morris 69e |       | 63e Kagere Meddie   | Arbitrage : Thierry Nkurunziza                | Arbitrage : Thierry Nkurunziza |
| 16:00           | (Rapport)                            |       |                     | Arbitrage : Thierry Nkurunziza                | Arbitrage : Thierry Nkurunziza |

| Coupe Kagame inter-clubs Azam FC 2e titre |